# Park Rynie
Park Rynie este un oraș din provincia Kwazulu-Natal, Africa de Sud.